# ドラえもんのひみつ道具 (くあ-くと)
ドラえもんのひみつ道具 (くあ-くと) では、藤子・F・不二雄の漫画『ドラえもん』、『大長編ドラえもん』(VOL.1〜17)、藤子・F・不二雄のその他の著作に登場するひみつ道具のうち、読みが「くあ」で始まるものから「くと」で始まるものまでを列挙する。

## クイズパズル光線
クイズパズル光線（クイズパズルこうせん）は、「ションボリ、ドラえもん」（てんとう虫コミックス第24巻に収録）に登場する。
ドラミの道具。懐中電灯を模している。この光線を当てると、学校の宿題などが面白いクイズやパズルの問題に変化する。もう一度照射すると元に戻る。これによって、いやな宿題が楽しくできる、という趣向だが、そもそものクイズやパズルがちゃんと解けないと、宿題の解答そのものも正しくはならない。
テレビアニメ第2作第2期「のび太くん、さようなら! ドラえもん、未来に帰る… 『ションボリ、ドラえもん』『ハツメイカーで大発明』より」（2006年9月1日放送）では、発売されたばかりの新商品だとされている。

## 雲の王国の王冠
雲の王国の王冠は「映画のび太の雲の王国」似て登場した秘密道具である。
効能は被った人は雲の王国の王となり、雲の王国内ではその人に逆らえなくなる。
映画ないではギャングに磁石付きの釣竿で奪われ、のび太達は拘束されてしまった。
このように弱点もある。

## クイック&スロー
クイック&スローは、「のろのろ、じたばた」（てんとう虫コミックス第5巻に収録）に登場する。
「クイック」は体の動きや思考などをすばやくする薬（錠剤）で、動作や行動がのろい人に使う。反対に「スロー」は体の動きや思考などを遅くする薬である。
ただしどちらも飲み過ぎると過剰な反応を起こしてしまう。クイックの場合は一度走り出したら踏み止まることができず、窓を突き破るほどの高速で走ったり、何百キロメートルも走る羽目になったりする（作中でこの薬を飲んだドラえもんは東京から青森（原作初出時は北海道）まで往復する羽目になった）。また、サツマイモを食べる前に屁が出るなど前後関係が逆転した反応をすることもある。一方スローの場合はカタツムリよりも動きがのろくなったり、自分から動作をしないでいつまでも待つようになったりする（作中でこの薬を飲んだのび太は玄関先で「ただいま」と言った後、誰かが玄関を開けてくれるのを待ってのび助が帰ってくるまで数時間もそこに立ち続けていた）。薬の効果を取り消すためには薬の効き目が切れるのを待つか、飲んだ薬とは正反対の薬を飲む必要がある。
気分コロン（きぶんコロン）
テレビアニメ第2作第2期「のろのろ、じたばた」（2005年4月22日放送）に登場。クイック用とスロー用の2種類のコロンがあり、それぞれを人体に吹き付けることで効果を出す。

## 空間入れかえ機
空間入れかえ機（くうかんいれかえき）は、「大雪山がやってきた」（てんとう虫コミックス第19巻に収録）、「水たまりのピラルク」（てんとう虫コミックス第34巻に収録）に登場する。
専用のチョークで床や地面に線を引いて一部を囲み、「空間入れかえ機」上のスクリーンに地図を表示して特定の場所を指定すると、その場所とチョークの線の中の空間を入れかえることができる。たとえばのび太の部屋の一部を野比家の庭と入れかえれば、部屋の一部が草木の茂った地面となり、逆に庭の一部が畳敷きの床となる。
「大雪山がやってきた」では、のび太がスキーをするため北海道の大雪山と近所の公園を入れかえたが、大雪山にスネ夫とその家族がいた状態で入れ替えたため、そのままでタクシーに乗車したため、料金が割高になりとんでもない距離を走行する羽目となった。

## 空間ひんまげテープ
空間ひんまげテープ（くうかんひんまげテープ）は、「いやなお客の帰し方」（てんとう虫コミックス11巻に収録）に登場する。
白地の紙テープで、粘着性がある。書き込みはできる。このテープでメビウスの輪を作りドアに張ると、空間が捻じ曲がりドアの向こうの空間がテープを張った側の空間につながってしまう。たとえばドアの外側にテープを張った場合、ドアを開け、中に入ろうとしても家の外に出てしまう。
2011年5月27日放送のアニメ「カワウソのび太の大冒険」では、川原の道の2ヶ所にこのテープのメビウス環をばらまくことで、その間の道を堂々巡りしてしまうようになる、という使い方がされている。 

## 空気クレヨン
空気クレヨン（くうきクレヨン）は、「夢中機を探せ」（てんとう虫コミックス『ドラえもんプラス』第2巻に収録）、「空気クレヨン」（てんとう虫コミックススペシャル『ドラえもんカラー作品集』第4巻に収録）に登場する。
見た目は普通のクレヨンと変わらないが、虚空に描くことができる。「夢中機を探せ」に登場するバージョンは、描いた絵は風に乗って流されていくというものだが、「空気クレヨン」に登場するバージョンだと、描いた絵の上に乗ることができ、描いた動物や乗り物が本物のように動いたりする。

## 空気消しゴム
空気消しゴム（くうきけしゴム）は、「空気クレヨン」（てんとう虫コミックススペシャル『ドラえもんカラー作品集』4巻に収録）に登場する。
これを使うと、空気クレヨンで描いた物を消すことができる。

## 空気中継衛星
空気中継衛星（くうきちゅうけいえいせい）は、「空気中継衛星」（てんとう虫コミックス26巻に収録）に登場する。
地球上のあちこちの空気（の成分や気候など）を手元で味わうことのできる道具。手のひら程度の大きさの人工衛星2個と、地球儀型機械のセット。第一衛星を空へ打ち上げ、地球儀に針を刺すと、第一衛星が瞬時にその場所へ飛来し、手元においてある第二衛星が飛び上がり、第一衛星のもとから空気を電送してくる。
空気だけではなく、その土地の音、風、雪、雨なども同時に電送で中継される。たとえばハワイの空気を中継すれば、ヤシの木の葉ずれや波の音、さわやかなそよ風など、目を閉じれば本当にハワイにいるかのような気分に浸れる。ジャイアンとスネ夫が使った時は、大雨や砂嵐、竜巻まで電送されて来て散々な目に遭った（事前に中継元の気象状況を調べる機能の描写はない）。

## 空気手ぶくろと空気メガネ
空気手ぶくろと空気メガネ（くうきてぶくろとくうきメガネ）は、「空気手ぶくろ」（てんとう虫コミックススペシャル『ドラえもんカラー作品集』第6巻に収録）に登場する。
「空気手ぶくろ」をはめると、空気を粘土のようにこねてさまざまな物を作ることができる。空気で作った物は透明なので目に見えないが、「空気メガネ」を使うと見ることができる。

## 空気ブロックせいぞう機
空気ブロックせいぞう機（くうきブロックせいぞうき）は、「空気ブロックせいぞう機」（ぴっかぴかコミックス10巻に収録）に登場する。
空気を固めて「空気ブロック」を作り出す機械。虚空に向けて機械を作動させると、その方向の空気が固まって50センチメートルほどの目に見えないブロックとなる。空気ではあるがコンクリートブロックのように硬い。また宙に固定してその上に乗ることもできる。
なお、ブロックは1時間で消える。

## 空想レンズ
空想レンズ（くうそうレンズ）は、「空想レンズ」（ぴっかぴかコミックス5巻に収録）に登場する。
このレンズを市販の望遠鏡の接眼レンズに取り付けて物を見ると、昔の人が空想した物が見える。たとえば雷雲を見れば雷様が、虹を見れば虹の橋を妖精が渡っている様子が、月を見れば餅つきをしているウサギが見える。

## ぐーたらお正月セット
ぐーたらお正月セット（ぐうたらおしょうがつセット）は、「ぐ〜たらお正月セット」（小学六年生・てんとう虫コミックス35巻に収録）に登場する。
寝正月を過ごしながらも、正月気分を人並みに味わうことのできる道具。「賀正」と書かれたバッグに入っている。説明書付きなので、完全に1人だけで正月を過ごすことができる。セット内容は以下の通り。
人払いごへい
この御幣を部屋に立てておくと、誰もその部屋に立ち入らず、また家族、来客、友人の皆が自分の存在を忘れるので、部屋の中で誰にも邪魔されずに寝正月を過ごすことができる。「賀正」と書かれたバッグに入っている間や、御幣が倒れているときには効果がない。
初日の出ジオラマ
海上に注連縄を渡した岩が出たデザインのジオラマから、自動的に小さな太陽が昇る。早起きしなくても初日の出を拝むことができる。
スーパーインスタントおぞうに
カップ入りの即席の雑煮。お湯も加熱調理も不要で、カップの蓋を開けるだけで温かい雑煮が食べられる。
テレビアニメ第2作第1期「ぐーたらお正月セット」（「ぐ〜たらお正月セット」のアニメ化作品。1986年1月3日放送、ビデオ『ドラえもん テレビ版スペシャル特大号』冬の巻1、およびDVD『ドラえもん コレクション・スペシャル』冬の1に収録）に登場する「スーパーインスタントおぞうに」は、軽く振ってからカップの蓋を開けるという作り方になっている。
おせちボックス
金団から数の子まで、一通りのおせち料理が入った重箱。満腹になるほどの量が詰まっている。
自動ふりこみお年玉通帳（じどうふりこみおとしだまつうちょう）
客が来た際、「人払いごへい」によって誰とも会わなくても、もらえるはずのお年玉が自動的に入金され、この通帳に記入される。表紙に「全国銀行共通」と書かれている。
おざしきだこ
室内で凧揚げを楽しむ道具。頭に巻くバンドに送風機が付いており、この風で小さな凧を上げる。
一人遊びマシーン
カードゲームやボードゲームなど、本来1人ではできないゲームを楽しむための道具。一つ目と2本のマニピュレーターを備えたロボット状の道具で、これを相手にすることで1人でも様々なゲームを楽しむことができる。ただし、このロボットには表情がないので、のび太はいま一つ物足りなさを感じていた。テレビアニメ第2作第1期では一応喋るようになっているが、機械的な受け答えしかしないので物足りなさは変わらなかった。
全チャンネルかべかけテレビ
見た目がかべかけテレビに似た、9分割された画面で9つのチャンネル（後述）を同時に視聴出来るテレビであり、使用する際は本体に内蔵された画面を引き出し、壁から吊り下げる。
小学六年生に掲載された当時、本作品の舞台である東京都練馬区内において、この道具により視聴出来たとされるテレビ局は、NHK総合テレビ（1チャンネル）・NHK教育テレビ（3チャンネル）・日本テレビ（4チャンネル）・TBSテレビ（6チャンネル）・フジテレビ（8チャンネル）・テレビ朝日（10チャンネル）・テレビ東京（12チャンネル）・テレビ埼玉（38チャンネル）・テレビ神奈川（42チャンネル）の各社局と推定される。
ふりだしにもどる
一人でのんびりお正月を過ごして後悔した時に使う道具。サイコロを振ると元旦の初日の出が出る前の時間に戻すことができる。

## 空中シューズ
空中シューズ（くうちゅうシューズ）は、「不運は、のび太のツヨーイ味方!?」（てんとう虫コミックス『ドラえもんプラス』第1巻に収録）に登場する。
この靴を履くと空気を足で踏むことができ、空中を自在に歩くことができる。ただし当然この靴でしか空気を踏む事はできないため、何らかの要因で足を上に向けるとそのまま転落する恐れがある。

## 空中つりセット
空中つりセット（くうちゅうつりセット）は、「空中つりセット」（『小学一年生』1982年12月号掲載、単行本未収録）に登場する。
海で魚を釣るように、空中から地上の物を釣り上げるためのセット。以下の3点の道具で構成される。
くもボート
釣舟に相当する雲。人が乗って空を飛ぶことができる。ハンドルで操縦し、推進器らしきプロペラが備えられている。
空中つりざお
モーターで回転するリールを備えた釣竿。
なんでもじしゃく
磁性のない物でも何でもくっつける磁石。釣針代りに釣竿の糸の先端に仕掛け、これに餌となるものをつけて狙いを待つ。

## 空中フック
空中フック（くうちゅうフック）は、「空中フック」（ぴっかぴかコミックス第8巻に収録）に登場する。
ピンポン玉程度の大きさの球体にフックが付いている。球体部分を何もない空中に固定することができるので、フックに物をぶら下げてさまざまに使用できる。作中では空中にハンモックを吊ったほか、「空地じゅうたん」「自動ブランコ」などに使用した。

## 空中ふみだい
空中ふみだい（くうちゅうふみだい）は、「空中フック」（ぴっかぴかコミックス第8巻に収録）に登場する。
円形の踏み台で、何もない空中に固定し、その上に乗ることができる。高さを変えていくつも用意すれば、階段として使用することもできる。

## クエーヌパン
クエーヌパンは、「クエーヌパン」（てんとう虫コミックス『ドラえもんプラス』6巻に収録）に登場する。
このパンを食べると、物を食べようとしても口から跳ね返され、物を食べられなくなる。また、食べ物を口に入れなくても、食べ物が乗った食器などが食べた人から反発して離れていく。
本来は太りすぎの人に食べる量を減らさせるための道具だが、作中では人の食べ物を強引に奪うジャイアンを懲らしめるために使用された。

## 具象化鏡
具象化鏡（ぐしょうかきょう）は、「具象化鏡」（てんとう虫コミックス第39巻に収録）に登場する。
言葉の上の表現を実際に見えるようにする機械である。たとえば「真っ赤な嘘」をつけばその人の身体が真っ赤になる、「キツネにつままれた」様子になればどこからか本物のキツネが来て顔をつまんで去っていく、など。「嫉妬の炎」を燃やせば身体が実際に燃える、「胸も張り裂けそうな苦しみ」を持つと実際に胸が張り裂けそうになる（「ビリ」という音もする）、など、身の危険がある具象化まで生じる。

## くすぐりノミ
くすぐりノミは、「くすぐりノミ」（てんとう虫コミックススペシャル『ドラえもんカラー作品集』第5巻に収録）、「くすぐりノミ」（藤子・F・不二雄大全集第8巻に収録）、「未来世界の怪人」（てんとう虫コミックス第4巻に収録）、『ドラえもん のび太とロボット王国』に登場する。
ノミの形をした小さいロボット。ふりかけビンにたくさん入れておき、ふりかけて使用することもある。取り付いた者を笑わせる。有効対象は人間、動物、ロボットと広い。また、ノミにたかられると自分もノミのように高くジャンプすることができる。

## 薬製造機
薬製造機（くすりせいぞうき）は、「ふしぎな薬」（てんとう虫コミックススペシャル『ドラえもんカラー作品集』第5巻に収録。藤子・F・不二雄大全集第4巻でのサブタイトルは「薬製造機」）に登場する。
どんな物でも、これに放り込んでハンドルをガラガラと回すと、粉末状にすり潰し、顆粒の飲み薬ができあがる。効果は材料の名称や機能に合わせた洒落めいたものになる。
うちわ
風邪薬
虫捕り網
虫歯が抜ける薬
パチンコ玉
下剤（パチンコ玉が出るように、腹の中の物が出る）
羽根突きの羽根
背中に羽が生える
すごろくの切れ端
飲んだ薬が元の物に戻って口から出てくる（ふりだしにもどる）
電球
明るい気持ちになる薬を作るつもりが、脱毛剤（電球のように明るいハゲ頭になる）になってしまった。
タワシ
発毛剤（タワシのように毛を生やす）
下駄と靴
明るい気持ちになり、「ゲタゲタ クツクツ」と笑い出す。

## くすりをきかなくするくすり
くすりをきかなくするくすりは、「お金なんか大きらい!」（てんとう虫コミックス第16巻に収録）に登場する。
お金がきらいになるくすりや気まえのよくなるくすりの効果を取り消す薬。赤い丸薬で、瓶に入っている。
「夜の世界の王さまだ!」（てんとう虫コミックス第6巻に収録）ではのび太が「眠くならない薬」の効果を消すため「薬をけす薬」をドラえもんに頼んでいるが、それが「お金なんか大きらい!」の薬と同じ品かは不明。

## くせなおしガス
くせなおしガスは、「くせなおしガス」（てんとう虫コミックス第7巻に収録）に登場する。
このガスをかけられた者の癖をおおげさにさせることにより、自発的に直させる。のび太から「ガスの効果が効きすぎ」と評された。原作とアニメにて効果があった者は以下の通り。
のび太（鼻の穴をほじる）
ほじった鼻糞が頭部ぐらいの大きさになる。
玉子（口の周りを舌で舐める）
舌が巨大化する（舌の長さは1メートルほど）。玉子は巨大化した舌で客の顔をなめてしまった。
のび助（貧乏ゆすり）
自分だけでなく、周囲の者や建物も地震の如く揺れてしまう。
客（人前でオナラをする）
テレビアニメ第2作第1期のみ。自分の意志に関係なく、オナラが出る。
ジャイアン（指の骨を鳴らす）
テレビアニメ第2作第2期のみ。指の骨を鳴らす音が大きく鳴り響き、周囲の者を不快な気分にさせてしまう。
スネ夫（前髪をかき上げる）
テレビアニメ第2作第2期のみ。かき上げると前髪が数メートル長くなる。
しずか（頭髪のお下げの部分を指でいじる）
テレビアニメ第2作第2期のみ。いじっている髪の一部が巨大化する。

## グッスリガス
グッスリガスは、「野比家は三十階」（てんとう虫コミックス第41巻に収録）に登場する。
このガスを浴びた者は、瞬時に眠りに落ちる。

## グッスリまくら
グッスリまくらは、「出木杉グッスリ作戦」（てんとう虫コミックス第22巻に収録）に登場する。
枕を模した道具。あらかじめ眠りたい時間をセットして放置しておくと、枕が放つ催眠電波により、一番近くにいる人を引き寄せ眠らせてしまう。一度眠ってしまうと、たとえこの枕を取り去っても、セットした時間が経つまで決して起きない。ただし壊れると逆に眠れなくなる電波が出ることがある。
同様の道具に「ねむらせまくら」がある。
グッスリロングまくら
『映画ドラえもん のび太の絵世界物語』（2025年3月7日公開）に登場。ドラえもんの時代より未来の道具であり、電波の効果範囲に存在する複数名を、同時に眠らせることが出来る。